# Campeonato Europeo de Elliott 6m
El Campeonato Europeo de Elliott 6m es la máxima competición de la clase de vela Elliott 6m a nivel europeo. Se realiza anualmente desde 2011 bajo la organización de la Federación Internacional de Vela (ISAF). Este tipo de embarcación ha sido olímpica en Juegos Olímpicos de Londres 2012.
Se trata de una clase de yate de vela ligera del tipo keelboat, o barco de quilla fija, para tres tripulantes. Se compite en la modalidad de match race, en el que cada equipo compite contra las otras embarcaciones en una regata de uno contra uno.  

## Palmarés
| N.º | Año  | Sede                    | Oro                                                       | Plata                                                       | Bronce                                                        |
| --- | ---- | ----------------------- | --------------------------------------------------------- | ----------------------------------------------------------- | ------------------------------------------------------------- |
| I*  | 2011 | Helsinki · ( Finlandia) | Támara Echegoyen · Sofía Toro · Ángela Pumariega · España | Yekaterina Skudina · Yelena Oblova · Yelena Siuzeva · Rusia | Mandy Mulder · Annemieke Bes · Merel Witteveen · Países Bajos |

(*) – Celebrado en el marco del Campeonato Europeo de Vela Olímpica.

## Medallero histórico
| Núm. | País         | Oro | Plata | Bronce | Total |
| ---- | ------------ | --- | ----- | ------ | ----- |
| 1    | España       | 1   | 0     | 0      | 1     |
| 2    | Rusia        | 0   | 1     | 0      | 1     |
| 3    | Países Bajos | 0   | 0     | 1      | 1     |
|      | TOTAL        | 1   | 1     | 1      | 3     |